# Neoathyreus hamifer
Neoathyreus hamifer är en skalbaggsart som beskrevs av Antoine Boucomont 1932. Neoathyreus hamifer ingår i släktet Neoathyreus och familjen Bolboceratidae. Inga underarter finns listade i Catalogue of Life.